# Dan Chalutz

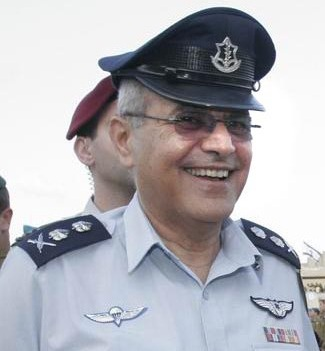
Dan Chalutz (2006)

Dan Chalutzⓘ (hebräisch דן חלוץ, auch Dan Halutz; * 7. August 1948 in Tel Aviv) ist ein israelischer General. Chalutz war von 2000 bis 2004 Kommandeur der israelischen Luftstreitkräfte (IAF) und vom 1. Juni 2005 bis zum 17. Januar 2007 der 18. Generalstabschef der israelischen Verteidigungsstreitkräfte (Tzahal). Am 17. Januar 2007 bat er Ministerpräsident Ehud Olmert um seine Entlassung und übernahm die Verantwortung für Fehler, die im Libanonkrieg 2006 gemacht wurden.

## Leben
Dan Chalutz' Eltern waren aus dem Iran nach Israel eingewandert. Er wuchs im Moschaw Chagor im Scharontal auf und ging in Petach Tikwa und in Cholon zur Schule, studierte an der Universität Tel Aviv und schloss sein Studium mit einem Bachelorgrad in Wirtschaftswissenschaften ab.
Chalutz ist verheiratet und hat drei Kinder (zwei Jungen und ein Mädchen).

### Anfänge der militärischen Laufbahn
Chalutz trat 1966 in die IAF ein und schloss die Fliegerkampfschule 1968 ab. 1969 wurde er dem ersten F-4 Phantom-Geschwader der IAF zugeordnet. Während des ägyptisch-israelischen Abnutzungskrieges flog Chalutz 40 Einsätze. Nach dem Krieg verließ er die Armee, um zu studieren, kehrte aber, als der Jom-Kippur-Krieg 1973 anfing, wieder zurück zur Tzahal. Während dieses Krieges flog er 43 Einsätze, während derer er drei feindliche Flugzeuge im Nahkampf abschoss.
1978 verließ er die Tzahal und diente für vier Jahre als Reservist, kehrte aber 1982 wiederum zurück und wurde auf der neuen F-16 geschult. 1986 wurde er zum Kommodore des Phantom-Geschwaders ernannt. Danach war er Leiter des IAI Lavi, eines Projektes zur Entwicklung israelischer Jets. Nachdem dieses Vorhaben wegen Finanzierungsproblemen aufgegeben worden war, wurde er 1991 zum Kommandanten des Militärflugplatzes Chazor ernannt.
1993 wurde er zum Brigadegeneral befördert. 1995 folgte die Ernennung zum Leiter des Luftstreitkräftehauptquartiers, 1998 zum Generalmajor und 1999 zum Leiter der Operationsabteilung des Generalstabs der Tzahal.

### Kommandeur der israelischen Luftstreitkräfte
2000 folgte die Ernennung zum Kommandeur der israelischen Luftstreitkräfte. Chalutz sorgte dafür, dass die Luftstreitkräfte F-15E Strike Eagle und F-16 Fighting Falcon erhielten, die ausgerüstet waren, strategische Bombardierungen bei allen Wetterverhältnissen durchzuführen. Auch unbemannte Drohnen zur Aufklärung fanden fortan vermehrte Verwendung.
Als weitere Hauptverdienste von Chalutz gelten die verbesserte Kooperation zwischen den Luftstreitkräften, den Bodentruppen und dem Inlandsgeheimdienst Schin Bet, der verstärkte Einsatz von Präzisionswaffen und eine Verringerung der Unfälle bei den Luftstreitkräften. Während der Amtszeit von Chalutz ereigneten sich nur wenige Unfälle, von denen keiner tödlich war.

### Al-Aqsa Intifada
Chalutz befehligte die IAF während der al-Aqsa-Intifada. Die IAF beteiligte sich an mehreren gezielten Tötungen palästinensischer Führer, die des Terrorismus bezichtigten wurden. Chalutz geriet in die Kritik, da bei diesen Missionen immer wieder auch unbeteiligte Zivilisten ums Leben kamen. Im August 2002 wurde von der IAF eine Ein-Tonnen-Bombe auf ein Gebäude abgeworfen, in dem sich der Führer der Kassam-Brigaden Salah Shehade befand. Shehade wurde dabei getötet, mit ihm 14 weitere Personen. Zwar entschuldigte sich Israel, doch wurde der Angriff mit der Notwendigkeit gerechtfertigt, die „tickende Bombe“ zu stoppen. Daraufhin wurde der Pilot von israelischen linksgerichteten Aktivisten und mehreren Journalisten des Kriegsverbrechens beschuldigt. Die Friedensinitiative Gusch Schalom drohte damit, den Piloten dem Internationalen Gerichtshof auszuliefern. Chalutz, der seine Untergebenen zu schützen suchte, gab daraufhin am 20. August 2002 ein Interview mit der israelischen Tageszeitung Haaretz. Darin sagte er zu seinen Piloten:
[Zu Piloten] „Jungs, (…) ihr könnt des Nachts gut schlafen. Ich schlafe übrigens auch gut. Ihr seid nicht die, welche die Ziele aussuchen, und ihr habt sie auch in diesem Fall nicht ausgesucht. Ihr seid nicht verantwortlich für den Inhalt der Mission. Eure Missionsausführung war perfekt. Ausgezeichnet. Und ich wiederhole es nochmals: Es gibt kein Problem euch betreffend. Ihr habt exakt getan, was euch aufgetragen wurde. Ihr seid davon keinen Millimeter nach rechts oder links abgewichen. Und jeder, der damit ein Problem hat, ist zu mir eingeladen.“
Auf die Frage, ob die Mission ein moralischer Fehler wegen der hohen zivilen Verluste gewesen sei, antwortete Chalutz, dass die Planung moralische Überlegungen beinhaltete, sich der Charakter der Mission aber durch Fehler oder Unfälle nicht ändere. Weiterhin wurde er gefragt, ob sich bezüglich der toten Zivilisten bei der Planung zukünftiger Missionen etwas ändern werde. Seine Antwort darauf lautete:
„Definitiv nein. Nichts wird sich ändern, und es gibt keinen Grund, irgendetwas zu ändern.“
Auf die Frage über die Gefühle der ausführenden Piloten oder seine eigenen, wenn er eine Bombe abwirft, sagte er:
„Nein, das ist keine berechtigte Frage und wird nicht gestellt. Wenn Sie aber dennoch wissen wollen, was ich fühle, wenn ich eine Bombe abwerfe, werde ich es Ihnen sagen: Ich fühle einen leichten Stoß im Flugzeug als Ergebnis des Abwurfs der Bombe. Eine Sekunde später ist es vorbei, und das ist alles. Das ist, was ich fühle.“
Im gleichen Interview verurteilte Chalutz die linken Gruppen, welche die Piloten beschuldigten, und forderte, sie wegen Verrats anzuklagen:
„Sind das die Leute, für die die israelischen Luftstreitkräfte tagtäglich kämpfen? All diese tief traurigen Menschen, welche die Frechheit besitzen, Mafiamethoden anzuwenden und die Piloten zu erpressen – ich kann mich nicht erinnern, dass sie jemals gedroht hätten, einen von den Terroristen, die Terroristen, welche viele israelische Zivilisten töteten, nach Den Haag auszuliefern. Was ich über diese Leute sagen muss, ist: Das hier ist eine Demokratie, in welcher jeder sagen kann, was seine Meinung ist. Aber [es gestattet] nicht, ein Verräter zu sein.“
[Interviewer fragt] „Wollen sie damit andeuten, dass die Mitglieder der Gusch Schalom, welche diese Kommentare machten, wegen Verrats angeklagt werden sollten?“
[Chalutz antwortet] „Wir müssen die richtige Klausel im Gesetz finden, um sie in Israel anzuklagen. Ja. Sie wollten mit mir über Moral sprechen, und ich sage, dass ein Staat, welcher sich nicht selbst schützt, unmoralisch handelt. Ein Staat, welcher seinen Kämpfern nicht beisteht, wird nicht überleben. Glücklicherweise steht der Staat Israel seinen Kämpfern bei. Diese lautstarke, aber vernachlässigbare Minderheit erinnert an dunkle Zeiten in der Geschichte des jüdischen Volkes, als eine Minderheit unter uns unser Volk ausgeliefert hat. Wer hätte gedacht, dass Piloten der Luftstreitkräfte ihre Autos wegen einer ausgeführten Mission mit primitivem Graffiti besprüht vorfinden würden?“
Die barschen Äußerungen von Chalutz und die scharfen Angriffe der israelischen Linken entfachten einen öffentlichen Streit. Die politische Rechte sowie das Zentrum unterstützten Chalutz mit der Behauptung, er sei verpflichtet, unschuldigen Zivilisten keinen Schaden zuzufügen, allerdings nicht auf Kosten der Leben von unschuldigen Israelis. Andere Kritiker bezweifelten, dass die Ansichten, die er in diesem Interview ausdrückte, dem Gebot der Reinheit der Waffen der Tzahal entsprächen.
Als 2004 bekannt wurde, dass Chalutzs zum Vize-Generalstabschef der Tzahal ernannt werden sollte, reichten israelische Friedensaktivisten zusammen mit der Gruppe Jesch Gvul (Soldaten, die den Einsatz außerhalb der Grenzen des Staates Israel verweigern) ein Gesuch beim Obersten Gericht Israels ein, um die Ernennung zu verhindern. Dem Gesuch wurden Auszüge des Interviews beigelegt. Die Richter verfügten, dass Chalutz in einer Erklärung seine Standpunkte bezüglich des Interviews darlegen müsse. Chalutz entsprach dem und antwortete wie folgt:
„Die Tatsache, dass unbeteiligte Zivilisten und unschuldige Kinder getötet wurden, macht mich traurig. Ich bedaure das. (…) [Ein Grundsatz der Luftstreitkräfte] ist, die minimal nötige Menge an Kraft anzuwenden, um die Mission zu erfüllen. (…) Falls jemand derer, die an der Operation beteiligt sind, wüsste, dass es solch tragische Folgen gäbe – die Operation würde gestrichen [oder verschoben]. Ein Beweis dafür ist, dass die Operation schon einige Male aufgrund von Informationen über mögliche Unschuldige im Umkreis des Terroristen Salah Shehade verschoben wurde. Ich räume der Frage der Verteilung von Verantwortung zwischen dem Kommandanten und seinen Unterstehenden, zwischen Piloten und denen, welche sie zur Mission schicken, großen Wert ein, und daher habe ich (ihnen) gesagt, in der Nacht gut zu schlafen.“
Das Oberste Gericht akzeptierte die Antwort von Chalutz und lehnte das Gesuch ab. Die Ernennung zum Vize-Generalstabschef hatte Bestand.

### Generalstabschef
Am 1. Juni 2005 wurde Chalutz zum 18. Generalstabschef der Tzahal ernannt und zum Generalleutnant befördert. Er war damit der erste Generalstabschef seit den 1970er Jahren, der nicht aus den Reihen der Fallschirmjäger stammte, der erste Generalstabschef, der von den Luftstreitkräften kam, der (nach David Elazar und Scha’ul Mofas) dritte Generalstabschef aus einer sephardischen Familie und der bis dahin älteste Generalstabschef.
Als Generalstabschef war Chalutz davon überzeugt, dass sich der palästinensische Terrorismus militärisch besiegen lässt. Auch Option, auf die nukleare Bedrohung Israels durch den Iran militärisch zu reagieren, wollte er nicht ausschließen. Chalutz war – im Gegensatz zu Verteidigungsminister Mofas – ein Befürworter des Scharon-Plans.
Auf die Ankündigung von Mofas, Chalutz zum Generalstabschef der Tzahal zu machen, verurteilten die Partei Meretz-Jachad sowie die arabischen Abgeordneten der Knesset diese Entscheidung. Abgeordnete der rechtsgerichteten Parteien und der Parteien der Mitte begrüßten hingegen großteils seine Ernennung.

### Libanonkrieg 2006
Die Entführung zweier israelischer Soldaten durch die Hisbollah am 12. Juli 2006 gilt als Auslöser für den Libanonkrieg 2006. Die israelische Regierung beschloss daraufhin Luftangriffe auf Stellungen der Hisbollah und – ab dem 23. Juli – auch den Einsatz von Bodentruppen im Südlibanon. Die Hauptziele der 34-tägigen israelischen Offensive, nämlich die beiden entführten israelischen Soldaten zu befreien und die Hisbollah-Miliz zu zerschlagen, wurden nicht erreicht. Stattdessen ging die Hisbollah politisch gestärkt aus dem Konflikt hervor. Nach Angaben von Kol Israel gelang es der Miliz, mehr als 4000 Raketen auf den Norden Israels abzufeuern. Dabei kamen 44 Israelis ums Leben. Insgesamt gab es auf beiden Seiten mehr als 1300 Tote.

### Rücktritt als Generalstabschef
Ein halbes Jahr nach Kriegsende reichte Chalutz am 17. Januar 2007 seinen Rücktritt ein und gestand, Fehler gemacht zu haben. Der Untersuchungsbericht zum Libanonkrieg 2006 der Winograd-Kommission war zu diesem Zeitpunkt noch nicht veröffentlicht, es war allerdings bereits bekannt geworden, dass die Kommission scharfe Kritik an Chalutz üben werde. Bei der Veröffentlichung einer vorläufigen Version am 30. April 2007 wurden Chaltuz vorgehalten:
- Chalutz habe auf die Entführung der beiden Soldaten impulsiv reagiert und sogleich zurückschlagen lassen, obwohl die Armee dazu nicht vorbereitet war.
- Chalutz habe bei der Regierung den Eindruck erweckt, dass die Armee vorbereitet sei, und es unterlassen, die Regierung darüber zu unterrichten, dass dem nicht so war.
- Chalutz habe seine Reaktion gegenüber der Regierung als die einzig mögliche dargestellt. Er habe es unterlassen, der Regierung die Planungen für alternative Vorgehensweisen vorzulegen, die innerhalb der Armee erarbeitet und diskutiert wurden.
- Chalutz habe insofern die Regierung unter Druck gesetzt.
- Als einzig wirksames Mittel gegen die von der Hisbollah auf israelisches Gebiet abgeschossenen Katjuscha-Raketen sei die Zerstörung der Abschussbasen im Libanon erachtet worden.

Eine – vergebliche – Rücktrittsforderung zwei Knessetabgeordneter hatte es bereits am 15. August 2006 gegeben, als bekannt geworden war, dass Chalutz drei Stunden nach der Entführung der beiden Israelis am 12. Juli Kapitalanlagen im Wert von 21.500 € verkauft hatte. Das war nicht unrechtmäßig, doch sahen die Abgeordneten darin ein Insidergeschäft.
Am Morgen, nachdem Chalutz Olmert über seinen Rücktritt informiert hatte, sprach er mit den Mitgliedern des Generalstabs und gelobte eine reibungslose Kommandoübergabe an seinen Nachfolger. Bis dieser feststand, übernahm der stellvertretende Generalstabschef Mosche Kaplinski die Amtsgeschäfte.